# Cherrie
Cherrie, artistnamn för Sherihan Hersi eller Sherihan Abdulle, folkbokförd Shiriihan Mohamed Abdulle, född 16 juni 1991 i Oslo, Norge, är en svensk R&B-sångerska och låtskrivare. Med sin musik har hon sökt att göra svensk R&B relevant för den internationella musikscenen, genom artistsamarbeten med den engelska rapparen Stormzy och amerikanska sångaren Kehlani. Men Cherries musik tar också starkt lokalt avstamp. Hennes debutalbum Sherihan berör kvinnlig gemenskap samt livet i orten och hennes uppväxt i Rinkeby.

## Biografi
Cherrie föddes i Oslo, Norge men är uppvuxen i Lojo i Finland. Föräldrarna hade flytt från Somalia. Vid tio års ålder flyttade hon och hennes yngre bror Kalid Abdulle – mer känd under artistnamnet K27 – med sin mor till Rinkeby i Stockholm. Hon är även kusin med rapparna Imenella och Yasin. 2013 dök Cherrie upp i refränger på 24K:s musik som var startskottet till hennes musikkarriär.
Singeln "Tabanja" släpptes 2015 och rönte uppmärksamhet. Hennes debutalbum Sherihan släpptes i april 2016 och många av låtarna handlar om Rinkeby där hon tidigare varit bosatt. Albumet producerades av Leslie Tay och Amr Badr. Vid Grammisgalan 2016 nominerades hon till "Årets nykomling" och vid Grammisgalan 2017 tilldelades hon Grammis för "Årets hiphop/soul" och nominerades även till "Årets album". År 2017 erhöll hon priset P3 Guld i kategorin "Årets hiphop/soul". 2019 tilldelades hon Stockholm stads hederspris. Cherrie har också samarbetat med andra artister, bland annat har hon medverkat på Abidaz låt "En dag".
Den 6 juli 2017 var hon sommarpratare i Sveriges Radio. Den 29 september 2017 släppte hon singeln "163 för evigt" där även rapparen Z.E medverkar. 163 syftar på postnumret till Rinkeby. 28 februari 2018 kom en remix av låten där Kehlani sjunger en vers på engelska. 
Våren 2018 premiärvisades SVT Edit-serien Cherrie – ut ur mörkret  på SVT Play, en serie där Cherrie vill lyfta människorna bakom statistiken när medier rapporterar om dödsskjutningar. Hon vill inspirera andra med sin musik och visa en väg ut ur mörkret. I serien får tittaren följa artisten på turné men också hem till Rinkeby. Den 11 maj 2018 släppte hon singeln "Det slår mig ibland", som hon följde upp med sitt andra album Araweelo 15 juni samma år.
Det tredje albumet, Naag Nool, släpptes den 4 juni 2021. Samma år var hon även en av deltagarna i underhållningsprogrammet Så mycket bättre. Under sommaren 2022 deltog hon som artist i Kalasturnén.
2023 deltog hon i SVT:s underhållningsprogram Songland.

## Diskografi

### Album
| Titel            | Detailjer                                                                                         | Peak chart position |
| Titel            | Detailjer                                                                                         | SWE                 |
| ---------------- | ------------------------------------------------------------------------------------------------- | ------------------- |
| Sherihan         | - Release: april 2016 - Label: Woah Dad! (WOAH118CD) - Format: CD, Digital nedladdning, streaming | 18                  |
| Araweelo         | - Release: juni 2018 - Label: Araweelo - Format: digital download, streaming                      | 20                  |
| OG (The Mixtape) | - Release: maj 2019 - Label: Araweelo - Format: digital download, streaming                       | 50                  |
| Naag nool        | - Released: 4 juni 2021 - Label: Araweelo - Format: digital download, streaming                   | 17                  |

### Singlar
| Titel                                         | År   | Peak chart positions | Album            |
| Titel                                         | År   | SWE                  | Album            |
| --------------------------------------------- | ---- | -------------------- | ---------------- |
| "Ingen annan rör mig som du" (med Leslie Tay) | 2015 | 89                   | non-album singel |
| "Inget kommer mellan oss" (feat. Linda Pira)  | 2015 | —                    | non-album singel |
| "Tabanja"                                     | 2015 | —                    | non-album singel |
| "Aldrig igen (må sådär)" (feat. Stormzy)      | 2016 | 70                   | Sherihan         |
| "Änglar"                                      | 2016 | —                    | non-album singel |
| "Lämna han"                                   | 2017 | —                    | Sherihan         |
| "163 för evigt" (feat. Z.E)                   | 2017 | 58                   | non-album singel |
| "Det slår mig ibland"                         | 2018 | —                    | Araweelo         |
| "Samma flagga"                                | 2018 | —                    | non-album singel |
| "Kungsliften" (med Fricky)                    | 2018 | 54                   | OG (The Mixtape) |
| "OG"                                          | 2019 | 80                   | OG (The Mixtape) |
| "Familjen" (med K27)                          | 2019 | 93                   | OG (The Mixtape) |
| "Auf wiedersehen"                             | 2019 | 22                   | Spotify Singel   |
| "Mami"                                        | 2019 | 59                   | Non-album singel |
| "Mazza"                                       | 2019 | —                    | Non-album singel |
| "Ingen annan än du"                           | 2020 | 64                   | Non-album singel |
| "Maria"                                       | 2020 | —                    | Non-album singel |
| "123" (feat. Yasin)                           | 2020 | 64                   | Non-album singel |
| "VHS" (med Benjamin Ingrosso)                 | 2021 | 14                   | Non-album singel |
| "Mamma är lik sin mamma"                      | 2021 | 78                   | Så mycket bättre |
| "Stockholm i natt"                            | 2021 | 26                   | Så mycket bättre |
| "Röda himlar"                                 | 2021 | 81                   | Så mycket bättre |
| "I Do"                                        | 2021 |                      | Så mycket bättre |
| "MER"                                         | 2022 |                      |                  |

Anmärkningar
1. ↑  "Inget kommer mellan oss" nådde aldrig Sverigetopplistan, men nådde andraplatsen på Swedish Heatseeker chart.[22]
2. ↑  "Lämna han" nådde aldrig Sverigetopplistan, men nådde 17 platsen på Swedish Heatseeker chart.[28]
3. ↑  "Det slår mig ibland" nådde aldrig Sverigetopplistan, men nådde förstaplatsen på Swedish Heatseeker chart.[32]
4. ↑  "Mazza" nådde aldrig Sverigetopplistan, men nådde 13 platsen på Swedish Heatseeker Chart.[38]
5. ↑  "Maria" nådde aldrig Sverigetopplistan, men nådde femteplatsen på Swedish Heatseeker chart.[40]

### Medverkar på
| Titel                                                                       | År   | Peak chart positions | Album                |
| Titel                                                                       | År   | SWE                  | Album                |
| --------------------------------------------------------------------------- | ---- | -------------------- | -------------------- |
| "Vi två" (AMR feat. Cherrie & Keya)                                         | 2017 | —                    | non-album singel     |
| "Torka dina tårar" (Stor feat. Cherrie)                                     | 2017 | —                    | Under broarna        |
| "D&G" (Unge Ferrari feat. Cherrie)                                          | 2017 | —                    | non-album singel     |
| "Säg till mig" (Pablo Paz feat. Linda Pira & Cherrie)                       | 2017 | 46                   | non-album singel     |
| "Andetag" (Erik Lundin feat. Cherrie)                                       | 2018 | —                    | Zebrapojken          |
| "Vinnare" (Ison & Fille feat. Cherrie & Imenella)                           | 2019 | 61                   | Vackra liv           |
| "Minne blått" (Pato Pooh feat. Cherrie & Simeon)                            | 2019 | —                    | non-album singel     |
| "Tider som dessa" (Guleed feat. Cherrie)                                    | 2019 | 17                   | 50 grader i februari |
| "Mi amor (Blåmärkshårt)" (Miriam Bryant feat. Cherrie, Molly Sandén & Stor) | 2019 | 5                    | Mi amor              |

Anmärkningar
1. ↑  "Torka dina tårar" nådde aldrig Sverigetopplistan, men nådde tolvteplats på Swedish Heatseeker chart.[46]